# Junior Fernandes
Antenor Junior Fernandes da Silva Vitoria (Tocopilla, 10 de abril de 1988) é um futebolista chileno que joga como atacante no Manisa.

## Carreira
Filho de pais brasileiros, Junior Fernandes se mudou de sua cidade natal, Tocopilla, para Calama aos seis anos, estudou na escola Presidente Balmaceda alguns anos com seu irmão Christian Fernandes Vitoria. Em Calama entrou para as categorias de base do Cobreloa, participando de todas as categorias até chegar ao Cobreloa B em 2006.
Em 2007, foi emprestado ao Mejillones da Tercera División A. Nascido em Tocopilla, dois meses antes de Alexis Sánchez (também nascido em Tocopilla), jogarão juntos na base do Cobreloa.
A pedido do treinador Gustavo Huerta, Fernandes voltou ao Cobreloa, onde ficou até 2009.
Em 2010, foi jogar no Magallanes da Tercera División A, de lá foi para o Palestino, onde conseguiu ter uma boa passagem, chamando atenção de grande clubes do Chile.
No dia 2 de dezembro de 2011, a Universidad de Chile comprou 50% de seu passe por $US 700.000. No dia 5 de dezembro de 2011, foi apresentado na Universidad de Chile como novo camisa 9. Na sua apresentação disse "soy hincha de la U y mi ídolo es Marcelo Salas, porque hizo cosas muy grandes por el club y por esta camiseta".
Em 22 de fevereiro de 2012, na segunda partida pela Copa Libertadores, anotou um hat-trick contra o Godoy Cruz, o que ajudou a La "U" vencer por uma goleada de 5 a 1.
Em 24 de junho de 2012, voltou a anotar um hat-trick, desta vez na vitória de 4 a 0 sobre o Colo-Colo na semifinal do Torneio Apertura de 2012. Posteriormente foi vendido para o Bayer Leverkusen da Alemanha por US$ 7,5 milhões de dólares.

## Estatísticas
Até 26 de fevereiro de 2012.

### Clubes
| Clube                | Temporada         | Campeonato nacional | Campeonato nacional | Copa nacional[a] | Copa nacional[a] | Competições continentais[b] | Competições continentais[b] | Outros torneios[c] | Outros torneios[c] | Total | Total |
| Clube                | Temporada         | Jogos               | Gols                | Jogos            | Gols             | Jogos                       | Gols                        | Jogos              | Gols               | Jogos | Gols  |
| -------------------- | ----------------- | ------------------- | ------------------- | ---------------- | ---------------- | --------------------------- | --------------------------- | ------------------ | ------------------ | ----- | ----- |
| Cobreloa B           | 2006              | 0                   | 0                   | —                | —                | —                           | —                           | —                  | —                  | 0     | 0     |
| Cobreloa B           | Total             | 0                   | 0                   | —                | —                | —                           | —                           | —                  | —                  | 0     | 0     |
| Mejillones           | 2007              | 20                  | 12                  | 0                | 0                | 0                           | 0                           | —                  | —                  | 20    | 12    |
| Mejillones           | Total             | 20                  | 12                  | 0                | 0                | 0                           | 0                           | —                  | —                  | 20    | 12    |
| Cobreloa             | 2007              | 17                  | 1                   | 0                | 0                | —                           | —                           | —                  | —                  | 17    | 1     |
| Cobreloa             | 2008              | 16                  | 0                   | 2                | 1                | —                           | —                           | —                  | —                  | 18    | 1     |
| Cobreloa             | 2009              | 18                  | 1                   | 1                | 0                | —                           | —                           | —                  | —                  | 19    | 1     |
| Cobreloa             | Total             | 51                  | 2                   | 3                | 1                | —                           | —                           | —                  | —                  | 54    | 3     |
| Magallanes           | 2010              | 19                  | 10                  | 2                | 1                | —                           | —                           | —                  | —                  | 21    | 11    |
| Magallanes           | Total             | 19                  | 10                  | 2                | 1                | —                           | —                           | —                  | —                  | 21    | 11    |
| Palestino            | 2011              | 35                  | 9                   | 1                | 1                | —                           | —                           | —                  | —                  | 36    | 10    |
| Palestino            | Total             | 35                  | 9                   | 1                | 1                | —                           | —                           | —                  | —                  | 36    | 10    |
| Universidad de Chile | 2012              | 4                   | 2                   | 0                | 0                | 2                           | 3                           | —                  | —                  | 6     | 5     |
| Universidad de Chile | Total             | 4                   | 2                   | 0                | 0                | 2                           | 3                           | —                  | —                  | 6     | 5     |
| Total na carreira    | Total na carreira | 129                 | 35                  | 6                | 3                | 2                           | 3                           | 0                  | 0                  | 137   | 41    |

- a. ^ Jogos da Copa Chile
- b. ^ Jogos da Copa Libertadores e Copa Sul-Americana
- c. ^ Jogos do Jogo amistoso

## Títulos
Magallanes
- Tercera División A: 2010

Universidad de Chile
- Campeonato Chileno (Torneo Apertura): 2012